# Un homme pressé
Un homme pressé (bra: Sem Palavras; prt: Segunda Vida) é um filme de comédia dramática francês de 2018 dirigido por Hervé Mimran.
A história é inspirada no livro J'étais un homme pressé: AVC, un grand patrono témoigne de Christian Streiff, ex-CEO da Airbus e do grupo PSA, uma autobiografia na qual ele conta sua doença e sua lenta recuperação. Na França, o filme foi lançado nos cinemas em 7 de novembro de 2018, na Itália, o filme foi lançado nos cinemas em 21 de fevereiro de 2019, no Brasil, o filme foi lançado no streaming em 29 de maio de 2019 e em Portugal, o filme foi lançado nos cinemas em 4 de julho de 2019.

## Elenco
- Fabrice Luchini: Alain Wapler
- Leïla Bekhti: Jeanne
- Rebecca Marder: Julia
- Igor Gotesman: Vincent
- Ali Bougheraba: Motorista de Alain Wapler
- Clémence Massart: Violette
- Yves Jacques: Éric
- Micha Lescot: Igor
- Frédérique Tirmont: Aurore
- Évelyne Didi: Annie, mãe adotiva de Jeanne
- Fatima Adoum: Nassima Derghoum, mãe biológica de Jeanne
- Jean-Pascal Zadi: Servidor do café
- Christian Streiff: Ele mesmo, Camafeu encontrado na cena de Pôle Emploi